# برانزي
برانزي ( بيرجاماسك: برانس) كوموني في مقاطعة بيرغامو في منطقة لومباردي الإيطالية، وتقع على بعد حوالي 80 كيلومتر (50 ميل) شمال شرق ميلانو وحوالي 35 كيلومتر (22 ميل) شمال بيرغامو.
تقع برانزي على حدود البلديات التالية: أرديسيو و كارونا وايزولا دي فوندرا وبيازتور ورونكوبيلو وفالغوليو وفاليف.